# Ти Ди Кей (компания)
TDK Corporation (на японски: TDK株式会社 ти:ди:кей кабушики-гайша), в миналото TDK Electronics Co., Ltd (東京電気化学工業株式会社), е японска многонационална компания, специализирана в производството на електронни компоненти и носители на информация. „TDK“ е съкращение от първоначалното японско име на компанията: Tokyo Denki Kagaku Kōgyō K.K. (Tokyo Electric Chemical Industry Co., Ltd.). Компанията е листвана на Токийската фондова борса и е съставна част от индексите Nikkei 225 и TOPIX.

## История
TDK е основана в Япония на 7 декември 1935 за производството на магнитния материал ферит, който неотдавна бил изобретен от Yogoro Kato и Takeshi Takei. През 1952 те започнали производство на магнитни ленти, а впоследствие през 1966 и компакт-касети. Именно с това компанията е най-известна. TDK произвежда и широка гама от магнитни и оптични носители, включително няколко формата видеоленти, CD-R и записваеми DVD-та. По-късно TDK започва производство на USB флаш устройства.
В последно време промишленото направление на компанията се измества към нови форми на медийните носители. През 2004 TDK е първият производител на Blu-ray диск, наследникът на DVD технологията.
В САЩ компанията започва да действа през 1965 г. с офиса си в Ню Йорк, а в Европа – през 1970 с офиса си във Франкфурт, Западна Германия.
TDK работи и с Teridian Semiconductor – филиал за производство на полупроводници в Калифорния около десет години, но в 2005 г. прекрати дейността си.
Компанията поддържа музей, посветен на технологиите, с които работи, намиращ се на територията на завода ѝ в Hirasawa (Япония).
TDK субсидира дейности и събития, като например тези в The Cross nightclub в Лондон или Crystal Palace Football Club, който бе спонсориран между 1994 и 1999 г.
От 2016 г. Shigenao Ishiguro е избран за президент на TDK.

## Спонсорство
От 1993 до 1998, TDK са спонсори на английския футболен клуб ФК Кристъл Палас, който участва в Английската висша лига два пъти през това време. TDK е текущият спонсор на IAAF Световното първенство по атлетика. През осемдесетте години на XX век TDK също така спонсорира холандския футболен клуб АФК Аякс в течение на няколко години.

## Забележки
1. ↑  Из историята на фирмата
2. ↑  TDK cglobal
3. ↑  TDK global
4. ↑  TDK Europe